# Molenbeek-Saint-Jean
Molenbeek-Saint-Jean (fransk) eller Sint-Jans-Molenbeek (nederlandsk) er en kommune i Brysselregionen i Belgien. Kommunen ligger i regionens vestlige del. Den grænser mod nord til Berchem-Sainte-Agathe, Koekelberg og Jette, også mod nord samt mod øst til Bruxelles Kommune, mod syd til Anderlecht, samt mod vest til Dilbeek i Flandern. Som alle kommuner i Bruxelles-regionen er den lovmæssigt tosproget (fransk-nederlandsk).
Pr. 1. januar 2025 havde kommunen 98.713 indbyggere. Det samlede areal var 6 km2, og befolkningstætheden 16.409/km2.